# Madre de Deus-Zwischenfall

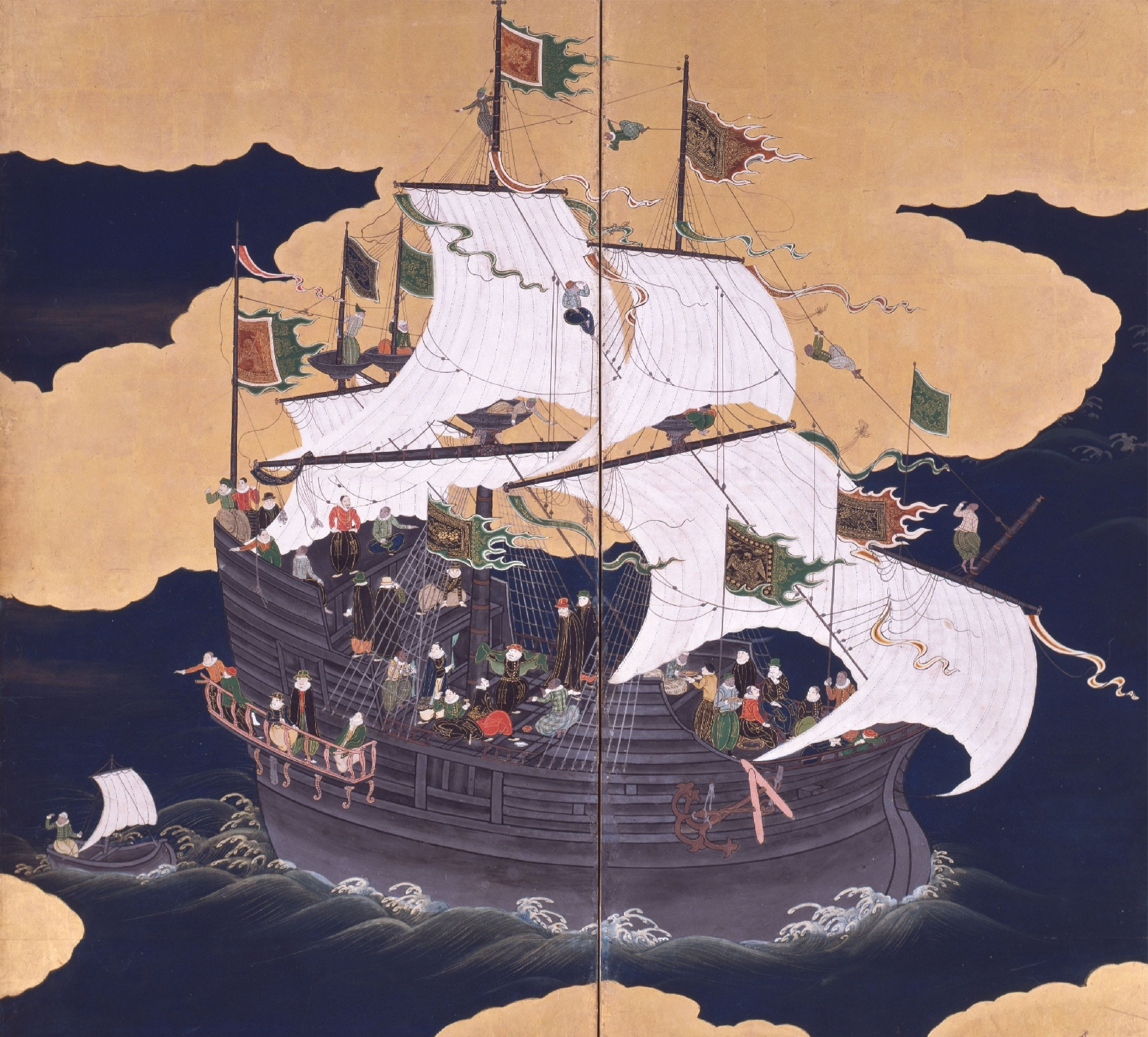
Portugiesische schwarze Karacke in Nagasaki, Anfang des 17. Jahrhunderts

Der Madre de Deus-Zwischenfall beendete 1610 einen Streit zwischen André Pessoa, dem portugiesischen Statthalter von Macau, und Japan. 

## Wirken in Ostasien
André Pessoa war im Jahr 1608 portugiesischer Statthalter in Macau, als ein japanisches Schiff, das Arima Harunobu (有馬 晴信; 1567–1612) gechartert hatte, im Hafen überwinterte. Als Auseinandersetzungen zwischen der japanischen Besatzung und der einheimischen Bevölkerung überhandnahmen, griff Pessoa hart durch und zwang die Japaner, ein Papier zu unterschreiben, in dem sie sich für schuldig erklärten. Sobald das Schiff wieder in Japan war, beschwerte man sich beim Shogun Tokugawa Ieyasu, der zurückgezogen in seiner Burg Sumpu lebte.
Im folgenden Jahr kam Pessoa mit der Karacke „Madre de Dios“ nach Nagasaki und ließ Erklärungen zu seinem Durchgreifen übermitteln, die auch von japanischer Seite akzeptiert wurden. Aber Harunobu und der Kommissar von Nagasaki, Hasegawa Fujihiro (長谷川 藤広; 1567–1617), überredeten Ieyasu, seine Entscheidung zurückzunehmen und das portugiesische Schiff zu zerstören. Man brachte 1200 Soldaten und zahlreiche Boote zusammen, griff das Schiff an, und versuchte, es in Brand zu stecken. Nach drei Tagen gab Pessoa auf, ließ am 7. Januar 1610 das Pulvermagazin in Brand setzen, und ging mit dem Schiff unter, nicht ohne eine beträchtliche Zahl Japaner mit in den Tod zu nehmen. Dabei kam auch Juan de Amorin, ein spanischer Augustiner, ums Leben.